# 필립 코틀러

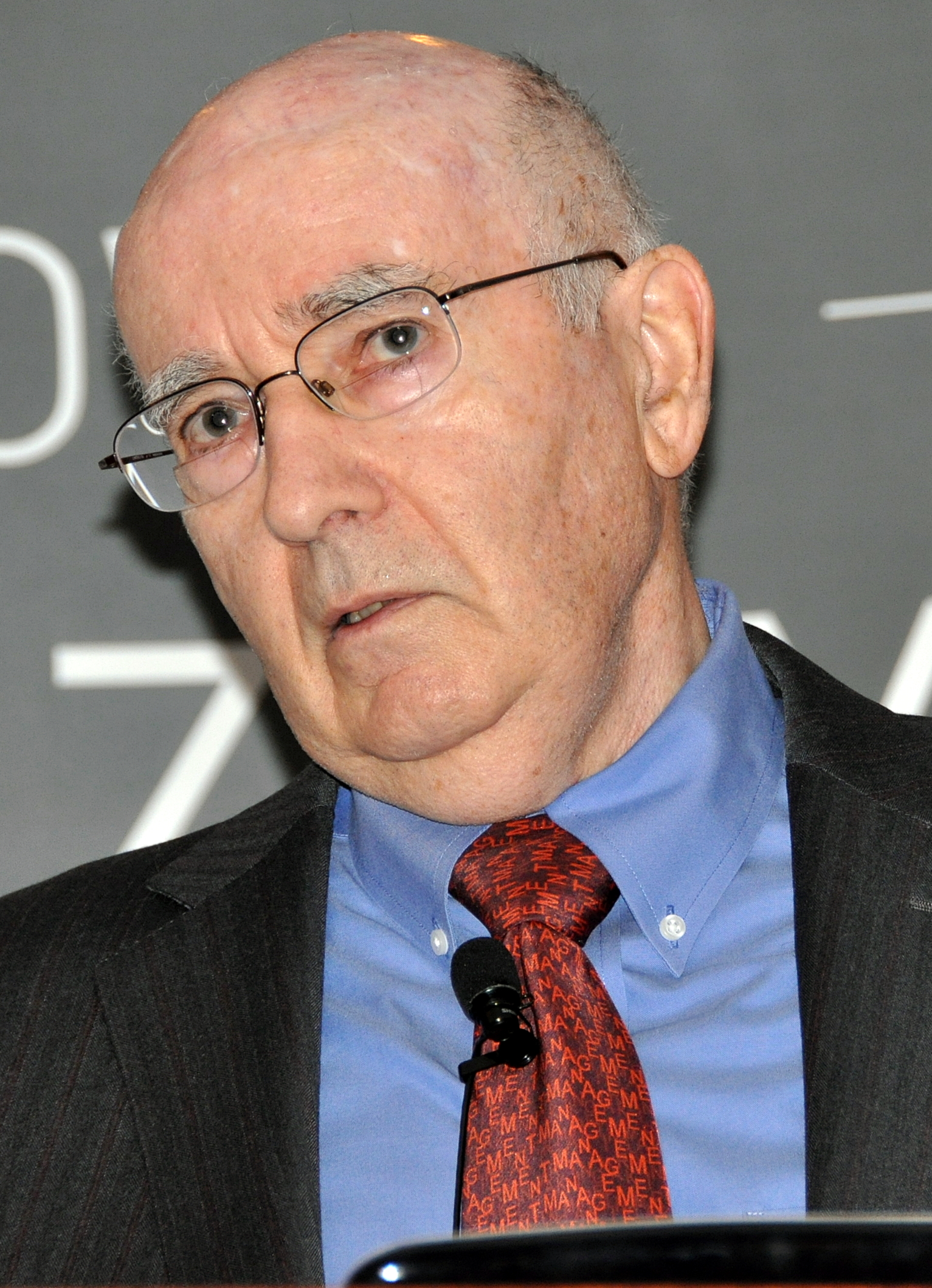

필립 코틀러 (Philip Kotler, 1931년 5월 27일 ~ )는 미국의 경영학자이다.
드폴 대학에서 학사, 시카고 대학에서 석사, 매사추세츠 공과대학에서 박사학위를 땄으며, 노스웨스턴 대학교 켈로그 경영대학원의 교수이다. 현대 마케팅의 1인자로 알려져 있으며, 《파이낸셜 타임즈》에서 뽑은 비즈니스 그루에 잭 웰치, 빌 게이츠, 피터 드러커에 이어 4위에 선정되기도 하였다.
그의 연구는 영리사업뿐만 아니라, 미술과 비영리기구의 자금조달, 정치 마케팅의 분야에도 족적을 남겼다. 저서 중 《마케팅 관리》 가 있다.

## 저서
- 《필립 코틀러의 소셜 마케팅》(2011년, 지식의날개 刊)
- 《마켓 3.0》(2010년, 타임비즈 刊)
- 《필립 코틀러 퍼스널 마케팅》(2010년, 위너스북 刊)
- 《필립 코틀러 카오틱스》(2009년, 비즈니스맵 刊)
- 《필립 코틀러의 퍼블릭 마케팅》(2007년, 위즈덤하우스 刊)
- 《필립 코틀러의 리싱킹 마케팅》(2007년, 케이앤피북스 刊)
- 《필립 코틀러의 Think ASEAN!》(2007년, 비즈니스맵 刊)
- 《B2B 브랜드 마케팅》(2007년, 비즈니스맵 刊)